# Зарем'янських Тетяна Григорівна
Зарем'янських (Жиденко) Тетяна Григорівна (25 лютого 1921 року, Опішня Зіньківського повіту Полтавської губернії — 21 лютого 2013 року) — Герой Соціалістичної Праці (06.04.1949), новатор сільськогосподарського виробництва. Працювала на різних роботах у радгоспі імені Червоної Армії. Із 1941 по 1943 рік — на військовій службі. Із 1968 року — свинарка племзаводу дослідного господарства обласної сільськогосподарської станції в селі Степне Полтавського району. Звання Героя Соціалістичної праці присвоєно за врожай пшениці 31,54 ц/га з 20 га. Мешкала в селі Степне.